# Кингсланд (Арканзас)
Кингсланд (енгл. Kingsland) је место у америчкој савезној држави Арканзас.

## Демографија
По попису из 2010. године број становника је 447, што је 2 (-0,4%) становника мање него 2000. године.
| Група             | 2000.       | 2010.       |
| Белци             | 273 (60,8%) | 284 (63,5%) |
| Афроамериканци    | 159 (35,4%) | 147 (32,9%) |
| Азијати           | 1 (0,2%)    | 2 (0,4%)    |
| Хиспаноамериканци | 8 (1,8%)    | 8 (1,8%)    |
| Укупно            | 449         | 447         |